# Gonomyia (Gonomyia) ostentator
Gonomyia (Gonomyia) ostentator is een tweevleugelige uit de familie steltmuggen (Limoniidae). De soort komt voor in het Neotropisch gebied.